# Franz Zelwecker
Franz Ferdinand „Ferry“ Zelwecker (* 8. Januar 1911 in Wien; † 16. August 1998 ebenda) war ein österreichischer Komponist und Dirigent.

## Leben
Zelwecker erhielt seine Ausbildung im Knabenseminar der Erzdiözese Wien in Hollabrunn. Er studierte Rechtswissenschaft an der Universität Wien, aber er folgte bald seinem musikalischen Talent und studierte Musik am Konservatorium in Wien. Zunächst studierte er Kirchenmusik und Chorgesang bei Franz Kosch und Musiktheorie bei Joseph Marx.
1934 wurde er Assistent beim Radiosender RAVAG. Neben Charly Gaudriot und Max Schönherr war er Dirigent beim Wiener Rundfunkorchester. Auch hatte er eine eigene Band.
Von 1950 bis 1957 war er Musikdirektor am Hofe von Kaiser Haile Selassie in Addis Abeba, Äthiopien. Dort gründete er das äthiopische Nationaltheater, dessen erster künstlerische Leiter er war, und auch einen Kreis von Musikfreunden. Für die Eröffnungsfeier, die am selben Tag wie die Silberhochzeit des Kaisers stattfand, hatte Zelwecker David und Uriah, eine musikalische Inszenierung mit dem damaligen Ministerpräsidenten Mekonnen Bitweded Endalkatchew geschrieben. Er machte einen großen Eindruck in Äthiopien und tat viel für die musikalische Entwicklung in diesem Land.
1957 kehrte er nach Österreich zurück und arbeitete wieder für den ORF. In dieser Position blieb er bis 1976, er trat in den Ruhestand und näherte sich dem Ende seiner Karriere bei Radio Niederösterreich als Leiter der Abteilung Unterhaltungsmusik.
Er schrieb Theaterstücke, Werke für Orchester, Kammermusik, Lieder und auch Chansons für seine Frau Minja Petja.
Seine letzte Ruhestätte fand er auf dem Grinzinger Friedhof in Wien.

## Kompositionen

### Werke für Orchester
- 1955 Äthiopische Rhapsodie
- Darf ich bitten? – Walzer
- Flieder aus Schönbrunn, Walzer
- Mazurka
- Nachtschwärmer-Walzer, op. 466
- Permettete? Walzer
- Solche liebe Guckerln
- Théodoros, Hannibal

### Werke für Harmonieorchester
- 1951 Husaren-Galopp
- 1974 Allzeit getreu, Marsch
- Babenberger Marsch
- Ein Blumenstrauß aus Wien

### Tonmusik
- David und Uriah, Musical anlässlich der Eröffnung des Nationaltheaters in Äthiopien.

### Operette
- 1943 Wiener Bonbons
- 1968-1972 Walzerkongreß, zwei Teile – Libretto: Hugo Wiener

### Musik für den Rundfunk
- Der Alpenkönig und der Menschenfeind (teils nach Wenzel Müller)

## Publikationen
- Siegfried Lang: Lexikon Österreichischer U-Musik-Komponisten im 20. Jahrhundert. Österreichischer Komponistenbund (ÖKB)/Arbeitskreis U-Musik, Wien. 1987. 248 p.

## Auszeichnungen
- Er wurde mit der großen Goldmedaille von Äthiopien, dem Stern von Äthiopien, der Goldmedaille der Kaiserlichen Garde, der Goldmedaille des Landes Niederösterreich ausgezeichnet.
- Verleihung des Berufstitels Professor
- 1975: Österreichisches Ehrenkreuz für Wissenschaft und Kunst[1]